# Беличья квакша
Беличья квакша (лат. Dryophytes squirellus) — вид бесхвостых земноводных из семейства квакш. В 2016 году вид был перенесён из рода Hyla в род Dryophytes.

## Образ жизни
На головастиков квакш охотятся нимфы стрекоз, гигантские водяные жуки, клопы, хищные рыбы и тритоны.  После превращения головастиков во взрослых особей ими питаются различные мелкие млекопитающие, более крупные лягушки, змеи, птицы. Чтобы защититься от хищников, лягушка прячется в зелёной листве.  Взрослые особи могут также менять окрас своего тела, чтобы сливаться с окружающей их листвой. Кормятся головастики детритом и водорослями, едят и мелких беспозвоночных, собирая их со дна озера. Могут облизывать камни и растения в поисках пищи. Взрослые беличьи квакши поедают стрекоз, мелких жуков и других подобных небольших насекомых.  Было замечено, что они посещают огни на крыльце по вечерам, чтобы поймать жуков, привлеченных светом, и кружат над кучами свежего коровьего навоза, чтобы поймать мошек, привлеченных им. Исследование желудков древесных лягушек показало, что девять из них были пусты; четыре содержали жуков; два содержали только растительные остатки; а остальные содержали смесь раков, пауков, сверчков и муравьев. Беличьи квакши, как правило, обосновываются в одном месте в траве и не отходят от него более чем на 28 метров во время охоты. На пищевые привычки древесных лягушек влияет географическое положение, погода и возраст.

## Размножение
Самки являются яйцекладущими, и яйца откладываются по одному или по нескольку штук, обычно их около тысячи. У самцов есть особый брачный зов, который можно услышать с марта по август, а в некоторых частях страны он продолжается и до осени.

## Распространение
Беличьи древесные лягушки обитают на юго-востоке США, от Вирджинии до Восточного Техаса и Флорида-Кис. Этот вид распространен во всех регионах Прибрежной равнины Южной Каролины и Джорджии. Примерно в 2010 году они были завезены на Багамы, на остров Гранд-Багама  и на Малый Багамский берег.  Они очень редко встречаются на севере, например в Миссисипи. Могут обитать практически везде, включая поля; урбанизированные районы; болота; сосновые и дубовые рощи; открытые лесные массивы; стороны зданий и почти везде, где можно найти пищу, влагу и убежище. Они возвращаются в воду (озёра или болота) для размножения, как правило, в таких местах, как небольшие водоемы, придорожные канавы или пруды, в которых не обитает хищная рыба.

## Охранный статус
Беличьих квакш можно обнаружить как в открытых, так и в заболоченных местах с густым лесом, но они имеют более высокие показатели выживания в водоемах с более густой растительностью.  Головастики беличьей древесной лягушки из-за отсутствия защитной окраски и чрезмерной активности очень уязвимы для более крупных рыб, а взрослые особи поедаются гораздо более крупной кубинской квакшей. Известно, что кубинская квакша является каннибалом: она иногда поедает более мелких лягушек, включая беличью древесную. Поэтому популяция второй во Флориде существенно сократилась, так как кубинская гигантская была завезена и туда.
Хотя популяция беличьих квакш сократилась в некоторых урбанизированных районах, они довольно многочисленны в некоторых районах Огасты, Джорджия, и Тампы, Флорида. Беличья древесная лягушка имеет относительно большую, стабильную популяцию и способность адаптироваться к новой среде обитания; в результате этого мало кто беспокоится о её охранном статусе. Однако засуха и использование ядовитых удобрений может негативно сказаться на головастиках квакши: они погибают из-за отравления пестицидами и пересыхания озёр, рек и канав.